# Spiro Koleka
Spiro Koleka, född den 7 juli 1908 i Vlora i Albanien, död den 22 augusti 2001 i Tirana i Albanien, var en albansk kommunistisk politiker.
Koleka utbildade sig till civilingenjör vid Universitetet i Pisa 1930–1934. Efter att Italien ockuperat Albanien 1939 anslöt han sig till motståndsrörelsen, och senare under andra världskriget till de kommunistiska partisanstyrkorna, där han kom att spela en betydande roll. 
Efter kriget innehade Koleka ett flertal ministerposter; han var minister för offentliga arbeten 1944–1948, kommunikationsminister 1948–1950, ordförande i den statliga planeringskommissionen 1949–1950, 1954–1958 och 1966–1968 samt vice premiärminister 1950–1953, 1956–1966 och 1968–1978. Därtill var han 1948–1991 ledamot av centralkommittén i Albaniens arbetarparti (PPSh) och 1948–1981 ledamot av centralkommitténs politbyrå.